# Pieter Nason
Pieter Nason (* 1612 in Amsterdam; † 1688 in Den Haag) war ein holländischer Maler der Barockzeit.
Er gilt als Schüler des Jan Anthoniszoon van Ravesteyn. 1639 wurde er als Meister in die Lukasgilde von Den Haag aufgenommen. 1656 gründete er mit 47 anderen Malern eine neue Malergilde, die Confrérie Pictura. 1662 war er für den Statthalter von Friesland Wilhelm Friedrich von Nassau-Dietz tätig, um 1667 war er am Hof von Friedrich Wilhelm von Brandenburg (Hofmaler?). Die Museen in Berlin haben weitere Porträts und Stillleben von ihm. Nach seiner Zeit in Berlin kehrte er nach Den Haag zurück.

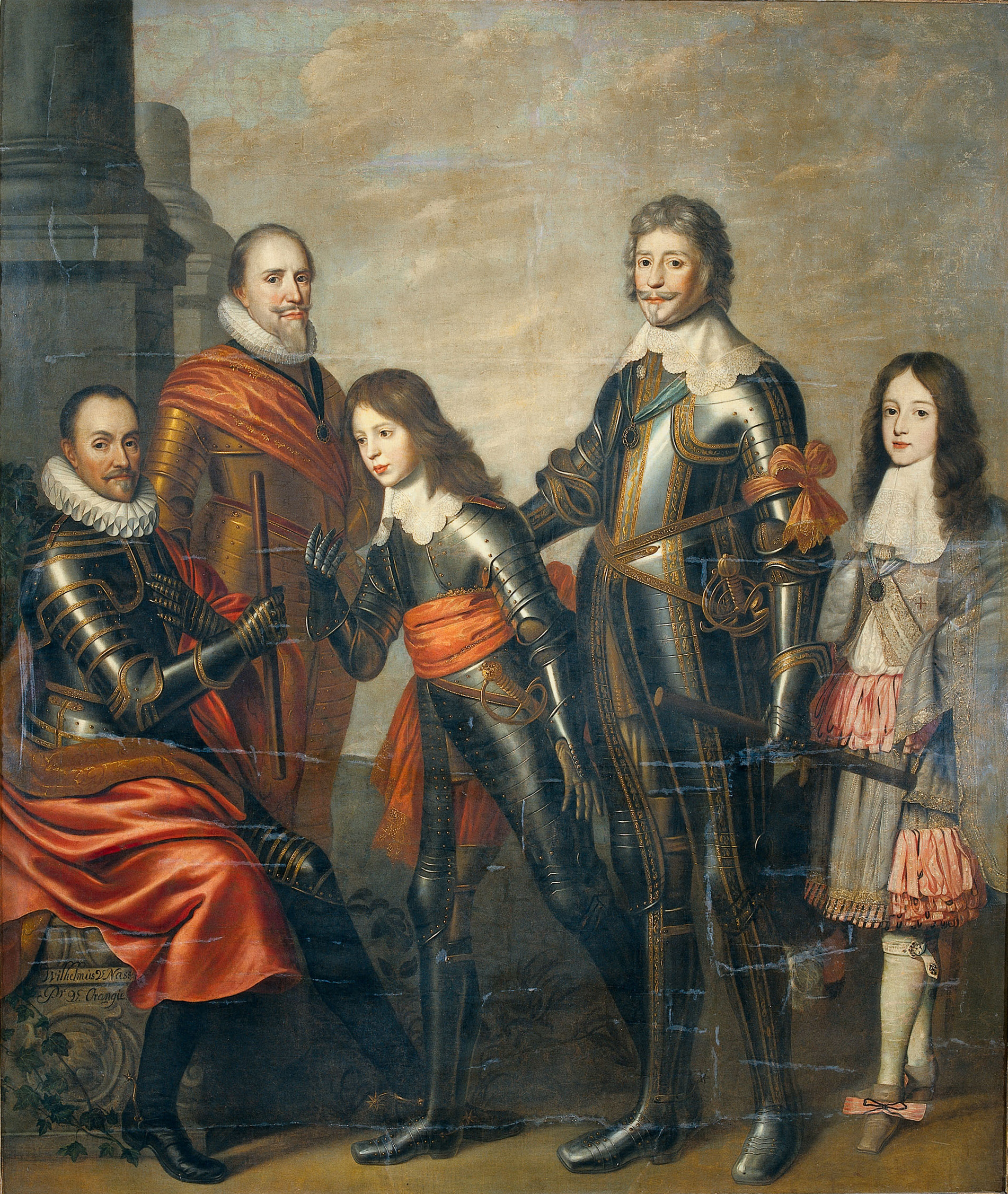
Die Prinzen von Oranien (um 1662)
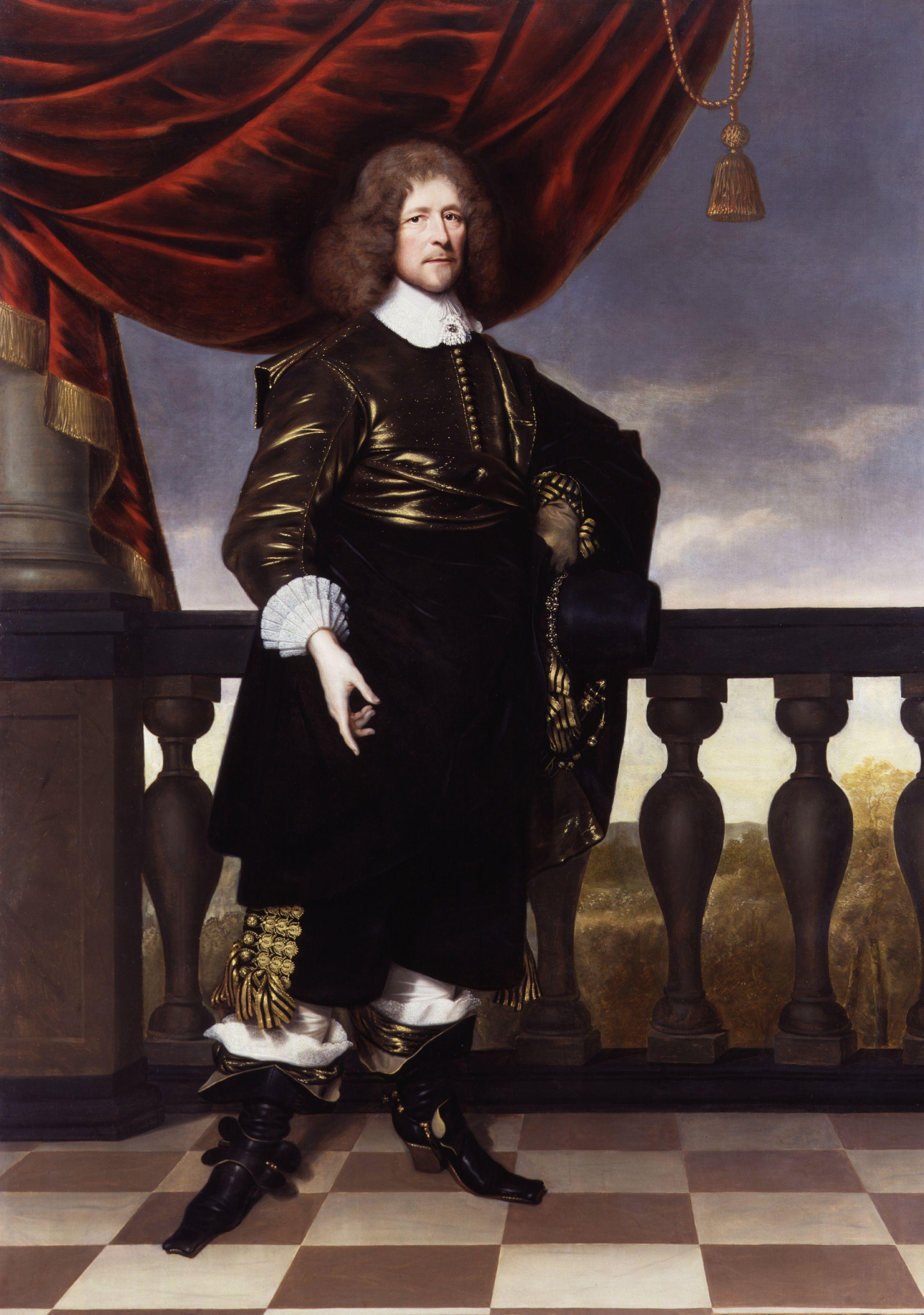
Porträt des Oliver St John (um 1651)
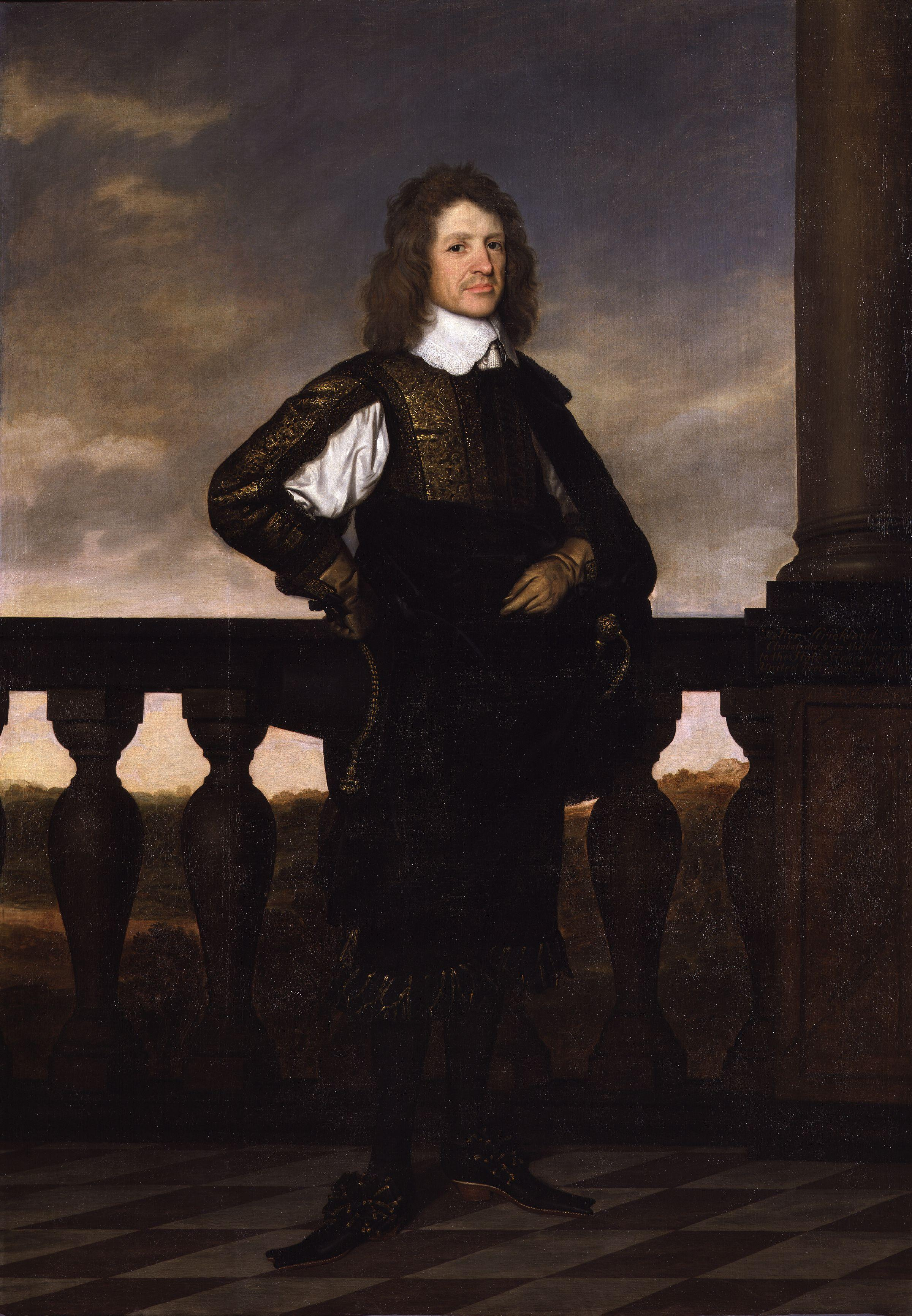
Porträt des Walter Strickland
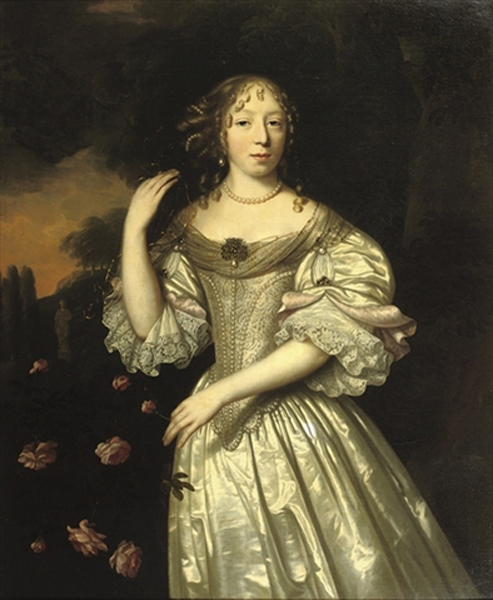
Porträt einer unbekannten Dame (1671)

## Werke
- Harlemer Bürgermeister 1664
- Porträt von Wilhelm von Brandenburg
- Johann Moritz von Nassau-Siegen
- Bilder von P.Nason in der National Portrait Gallery,Londen
- Wilhelm Friedrich um 1662, Galerie Mauritshuis